# Mesquita de Xeic Zayed
La gran mesquita del xeic Zayed (àrab: جامع ٱلشيخ زايد ٱلكبير, jāmiʿ ax-Xayẖ Zāyid al-kabīr) és una mesquita d'Abu Dhabi, a la Unió dels Emirats Àrabs.
El seu nom fa honor al primer president dels Emirats Àrabs, Zayed II bin Sultan Al Nahayan, que va morir el 2004. Està soterrat al terreny al costat de la mateixa mesquita. La mesquita fou construïda entre el 1996 i el 2007. És la mesquita més gran dels Emirats Àrabs i pot ser visitada per persones d'altres confessions religioses o atees. Té quatre minarets de 104 metres d'alt, i la volta més gran arriba als 85 metres.

## Característiques
La mesquita s'estén per una superfície de 20.000 m². És la més gran dels Emirats Àrabs i la quinzena més gran del món per quantitat de persones que pot acollir, més de 41.000. El conjunt té unes dimensions d'uns 290 m per 420 m, amb una superfície de més de 12 hectàrees, excloent-ne els jardins exteriors i els estacionaments de vehicles.

## Arquitectura
La mesquita té quatre minarets amb una altura de 107 metres, i té 82 voltes de set grandàries diferents i més de mil columnes. Les voltes de més grandària es construïren amb panells de formigó prefabricats i fixats entre si, mentre que les voltes més menudes es van construir in situ amb fibra de vidre. La volta més important té una alçada de 85 m i un diàmetre de 32,2 m. El conjunt té 1.048 columnes a fora i 96 a l'interior.

## Decoració
L'artesania és d'alta qualitat, i els motius decoratius són d'inspiració musulmana, del Marroc, Algèria i Pakistan. Per a la construcció es va utilitzar marbre, guix, fusta i mosaic. Es van utilitzar milers de pedres precioses i semiprecioses per a la decoració de la mesquita, incrustades en el marbre: lapislàtzuli, ametista, ònix roig, aventurina, nacre i petxina —Haliotis fulgens—, entre altres.

## Interior
La sala de pregària té deu llums d'aranya de 10 m de longitud, que pesen 9 tones, fets de coure i recoberts d'or, fabricats a Alemanya per l'empresa Swarovski.
La catifa de la sala principal és, amb 5.627 m², la més gran del món: pesa 47 tones (35 de llana i 12 cotó) i té 2.268 milions de nusos. La van fer a mà unes 1.200 dones iranianes i la va dissenyar l'artista Ali Khaligi.

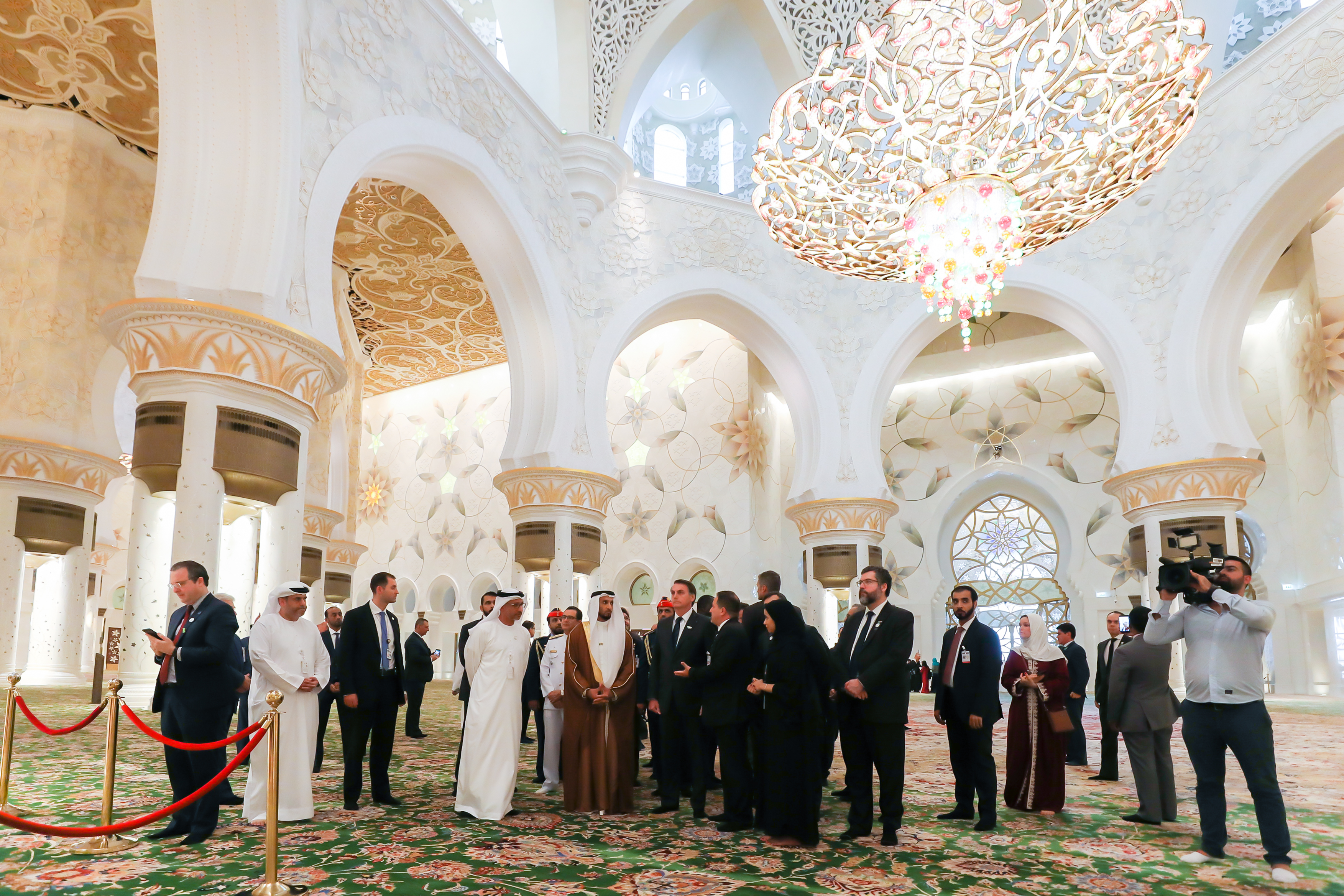
Interior de la Mesquita Xeic Zayed

## Galeria

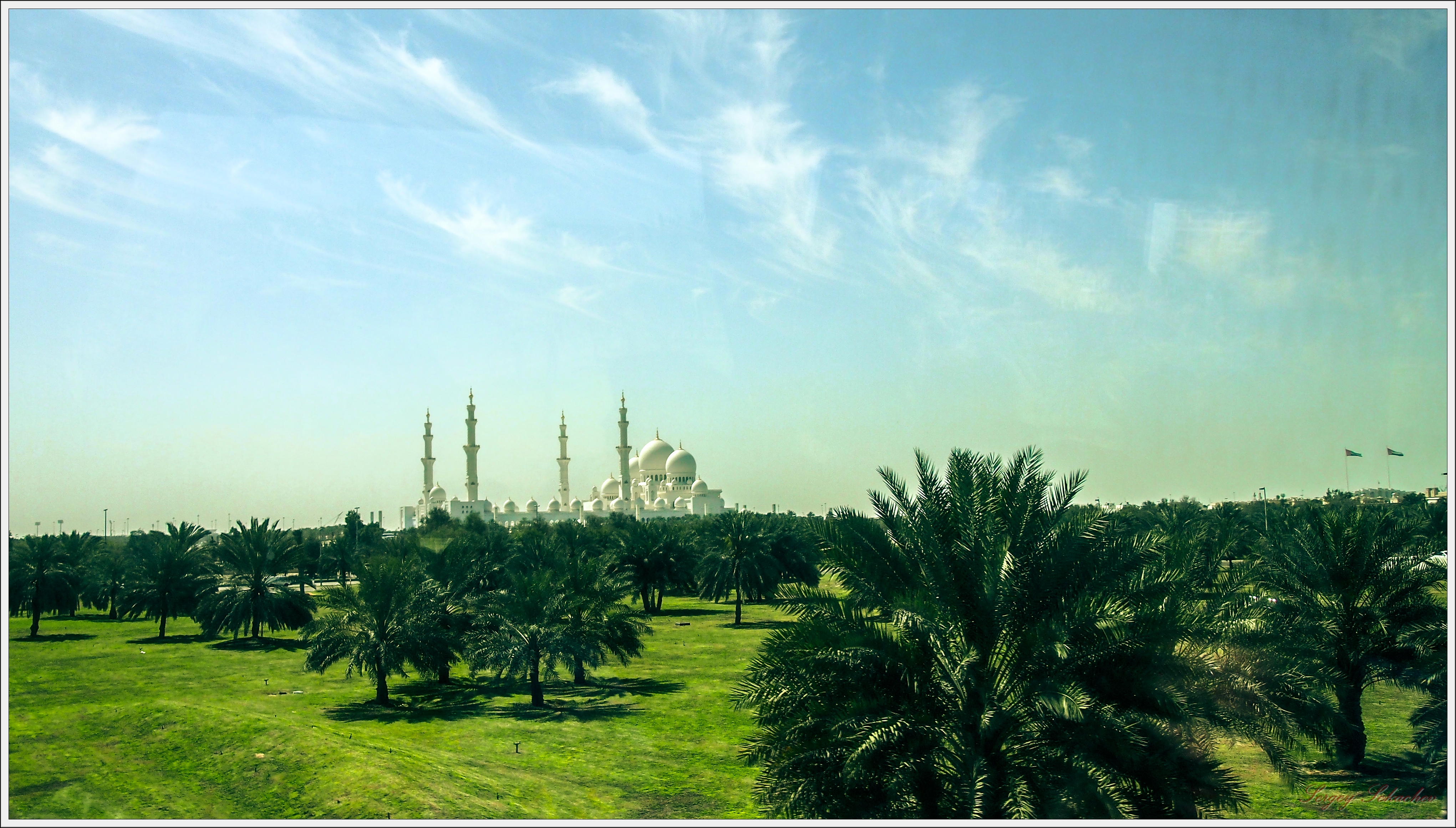